# Os de Kodiak

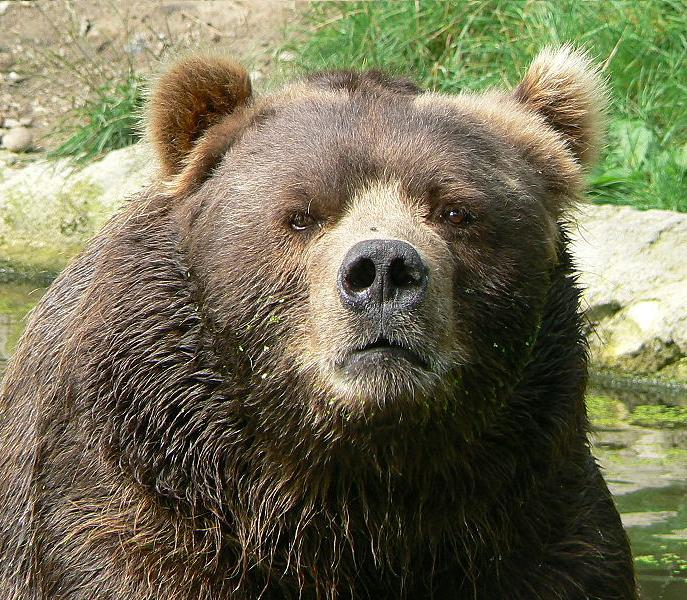
Os de Kodiak

L'os de Kodiak  (Ursus arctos middendorffi) és la subespècie més grossa de l'os bru i, juntament amb l'os polar, el carnívor terrestre vivent més gros del món. Els mascles adults pesen uns 500 kg i les femelles un 20 o 30% menys. És omnívor: menja vegetació i cadàvers dels animals morts a l'hivern (després de la hibernació), salmons (a partir del maig) i d'altres peixos, baies, algues, invertebrats i, en menor mesura, cèrvids, ants i d'altres remugants. Viu a l'Arxipèlag Kodiak al sud d'Alaska. L'any 2005 s'estimava que n'hi havia uns 3.500 individus.